# Santa Catarina (Kap Verde)
Santa Catarina ist ein Concelho (Landkreis) auf den Kapverdischen Inseln. Es liegt im Westen der Insel Santiago etwa 30 Kilometer nordwestlich der Inselhauptstadt Praia und gehört zum Verwaltungsgebiet der Inselgruppe Ilhas de Sotavento. 2013 hatte Santa Catarina etwa 44.000 Einwohner. Der Hauptort der Gemeinde ist der Ort Assomada mit rund 14.000 Einwohnern.
Wie viele Kreise auf den Kapverdischen Inseln lebt auch Santa Catarina hauptsächlich vom Tourismus.

## Persönlichkeiten
- António Mascarenhas Monteiro (1944–2016), Politiker, 1991–2001 Präsident von Kap Verde